# Recollecting Landscapes
Recollecting Landscapes is een langlopend Belgisch fotografieproject dat de veranderingen in het Vlaamse landschap documenteert.

## Jean Massart:Les aspects de la végétation en Belgique
Tussen 1904 en 1911 maakte de botanicus Jean Massart een reeks landschapsfoto's in Vlaanderen, waarbij hij de natuurlijke vegetatie in de Belgische landschappen wou vastleggen, en de relatie tussen geografie en landbouw. Dit project moest uitmonden in een didactisch basiswerk over natuurlandschappen in België. Massart wilde uiteindelijk een reeks met een tiental losbladige albums publiceren. Omdat de Eerste Wereldoorlog tussenbeide kwam, werden uiteindelijk slechts twee publicaties, met ongeveer 160 foto's, in het Frans gepubliceerd onder de titel Les aspects de la végétation en Belgique door de toenmalige Jardin botanique de l'état: in 1908 (Les districts littoraux et alluviaux) en 1912 (Les districts flandrien et campinien). De daarin gefotografeerde landschappen bevinden zich vooral in Vlaanderen.

## Herfotografie vanaf 1980
In 1980 herfotografeerde Georges Charlier in samenwerking met botanicus Leo Vanhecke een zestigtal van Massart’s beelden op locatie; in 1981 gaf de Plantentuin Meise een boek uit over dit initiatief en werd een tentoonstelling georganiseerd; beide om de verschraling en vergrijzing van het landschap aan te tonen.  
In 2003 werd fotograaf Jan Kempenaers door het Vlaams Architectuurinstituut uitgenodigd om diezelfde plekken en landschappen opnieuw te fotograferen. Een vierde reeks werd gemaakt door Michiel De Cleene in 2014. Elke serie legt een andere nadruk; er is variatie in de mate waarin de landschappen vanuit een documentair, wetenschappelijk en artistiek oogpunt gefotografeerd werden. 
Als chronofotografische reeks vormt de collectie een bron van onderzoek bij de Vakgroep Architectuur en Stedenbouw van de Universiteit Gent, over verstedelijking en veranderingen in het Vlaamse landschap. Uit dit onderzoek is in 2018 opnieuw een boek gepubliceerd. Het project werd ook gepresenteerd in 2006 tijdens een tentoonstelling in het Stedelijk Museum voor Actuele Kunst in Gent.

## Publicaties
- (fr) Massart, Jean, Charles Bommer (1908). Les aspects de la végétation en Belgique: Les Districts littoraux et alluviaux. Jardin Botanique de l'Etat, Brussel.
- (fr) Massart, Jean, Charles Bommer (1912). Les aspects de la végétation en Belgique: Les districts flandrien et campinien. Jardin Botanique de l'État, Brussel.
- Vanhecke, Leo, Georges Charlier, Luc Verelst (1981). Landschappen in Vlaanderen vroeger en nu: van groene armoede naar grijze overvloed. Nationale Plantentuin van België, Brussel.
- Notteboom, Bruno en Uyttenhove, Pieter (2018). Recollecting landscapes : rephotography, memory and transformation, 1904-1980-2004-2014, Amsterdam. ISBN 978-94-92811-17-2.